# Urraca de Portugal, Rainha de Leão
Urraca de Portugal (Coimbra, 1148 ou 1151 — Valladolid, 1211 ou depois) foi uma infanta portuguesa e Rainha de Leão. Era filha do Rei Afonso Henriques e de sua esposa a Rainha Mafalda de Saboia.

## Primeiros anos
Urraca terá nascido em Coimbra, por volta do ano de 1150. Antes do nascimento de Urraca, os reis tinham tido um filho varão, Henrique, que morreu muito novo, com 10 anos de idade.

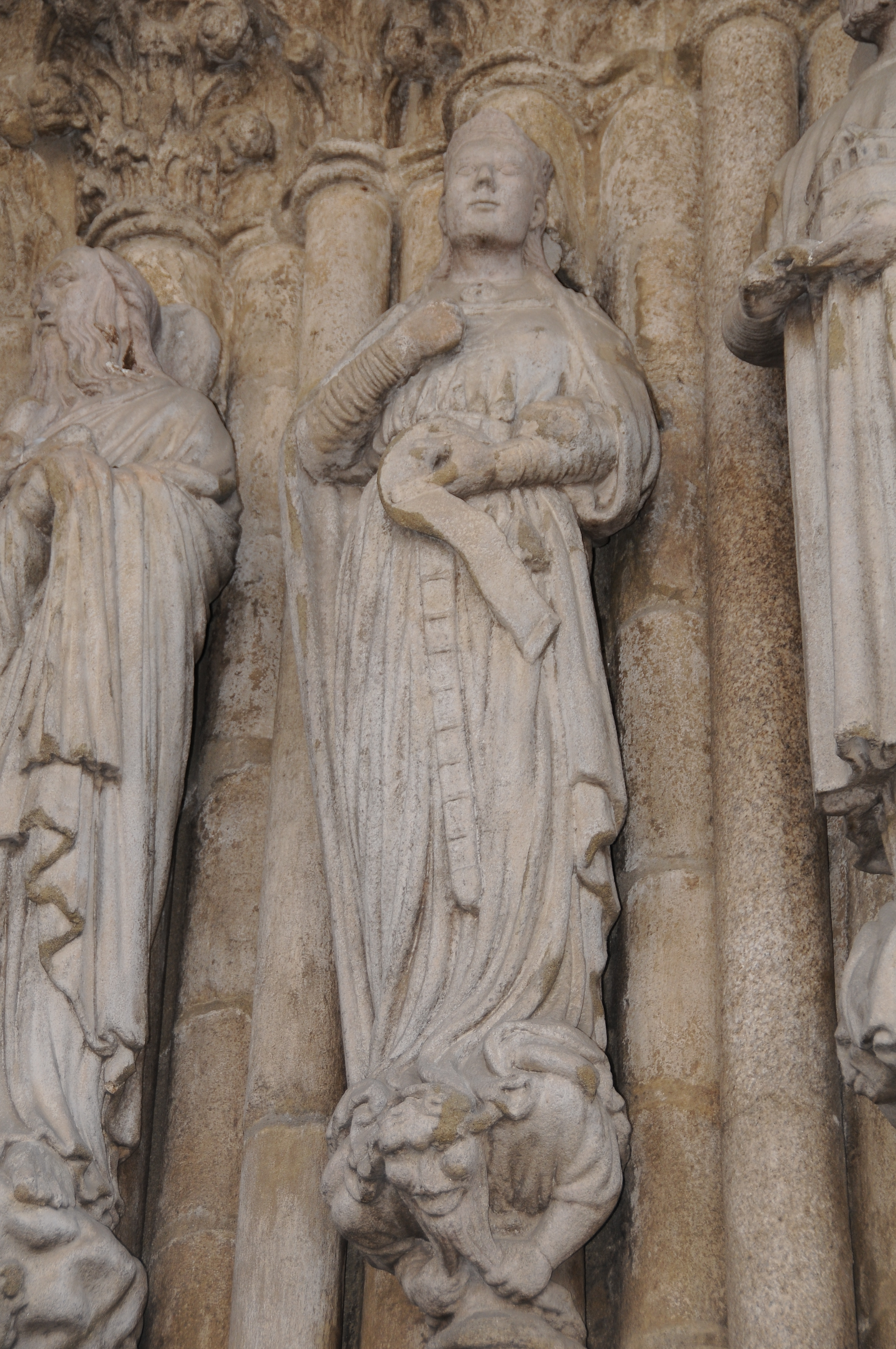
Estátua de D. Urraca no Portal da Catedral de Tui, na Galiza.

Na altura em que Urraca nasceu, a atribuição dos nomes aos infantes era feita de forma criteriosa. O usual era que se o primogénito fosse um rapaz recebesse o nome do avô paterno, enquanto que se fosse rapariga, receberia o da avó. Com os segundos filhos o critério era o mesmo, apenas com a diferença de serem os nomes dos avós maternos.
Apesar disso, a primeira filha de Mafalda e Afonso, recebeu o nome da irmã deste último, a Urraca Henriques, infanta de Portugal, casada com o nobre galego, Bermudo Peres de Trava.

## Casamento
Urraca casou-se em maio ou junho de 1165, com 15 anos de idade, com o Rei Fernando II de Leão, com 28 anos, filho do Rei Afonso VII de Leão e Berengária de Barcelona, e seu primo em segundo grau, já que os seus pais, Afonso I Henriques e Afonso VII, respetivamente, eram primos direitos e as suas avós paternas, Teresa de Leão e Urraca de Leão, meias-irmãs.
Este casamento inaugurava os vários laços matrimoniais que o reino de Portugal estabeleceria com os restantes reinos ibéricos seus vizinhos, produzindo um único filho, o infante Afonso, futuro Afonso IX de Leão, nascido em Zamora a 15 de agosto de 1171.

### Anulação do matrimónio
Em 1175, o casamento de Urraca e Fernando foi anulado pelo Papa Alexandre III, e os nubentes foram forçados a separar-se. Esta anulação deveu-se à proximidade de parentesco entre o casal (quarto grau no direito canónico). Afinal de contas, Fernando e Urraca eram primos segundos, e a atual restrição matrimonial situava-se no sétimo grau.
Após a separação forçada de 1175, Fernando casaria mais duas vezesː em 1178 com Teresa Fernandes de Trava, tia de Urraca por ser filha do conde Fernão Peres de Trava e da condessa Teresa de Leão (sua avó), e em 1185, com Urraca Lopes de Haro, filha de Lope Díaz I de Haro, senhor da Biscaia, Nájera e Haro.
Com a separação de Fernando e Urraca em 1175, a legitimidade do infante Afonso foi posta em causa, e sabe-se que Urraca Lopes, a terceira esposa do rei, terá mesmo tentado dissuadir Fernando a excluir o filho de Urraca na sucessão ao trono em favor dos seus próprios filhos com o rei, esforço que no entanto não lograria.

### Ingresso na Ordem de Malta
Após ter o casamento anulado, Urraca tornou-se freira, na Ordem de São João de Jerusalém, e passou a viver na região de Zamora, dada pelo esposo aquando do casamento de ambos. Retirar-se-ia mais tarde para o Mosteiro de Santa Maria, em Vamba, Valadolide, e que pertencia a essa ordem religiosa.
A 25 de maio de 1176, Urraca doou várias terras e vilas à já referida Ordem de S. João onde ingressara, e pensa-se que as terá cedido precisamente na altura em que ingressou. Incluíam-se Castroverde de Campos, Mansilla em Leão, Salas e San Andrés nas Astúrias.

## Últimos anos

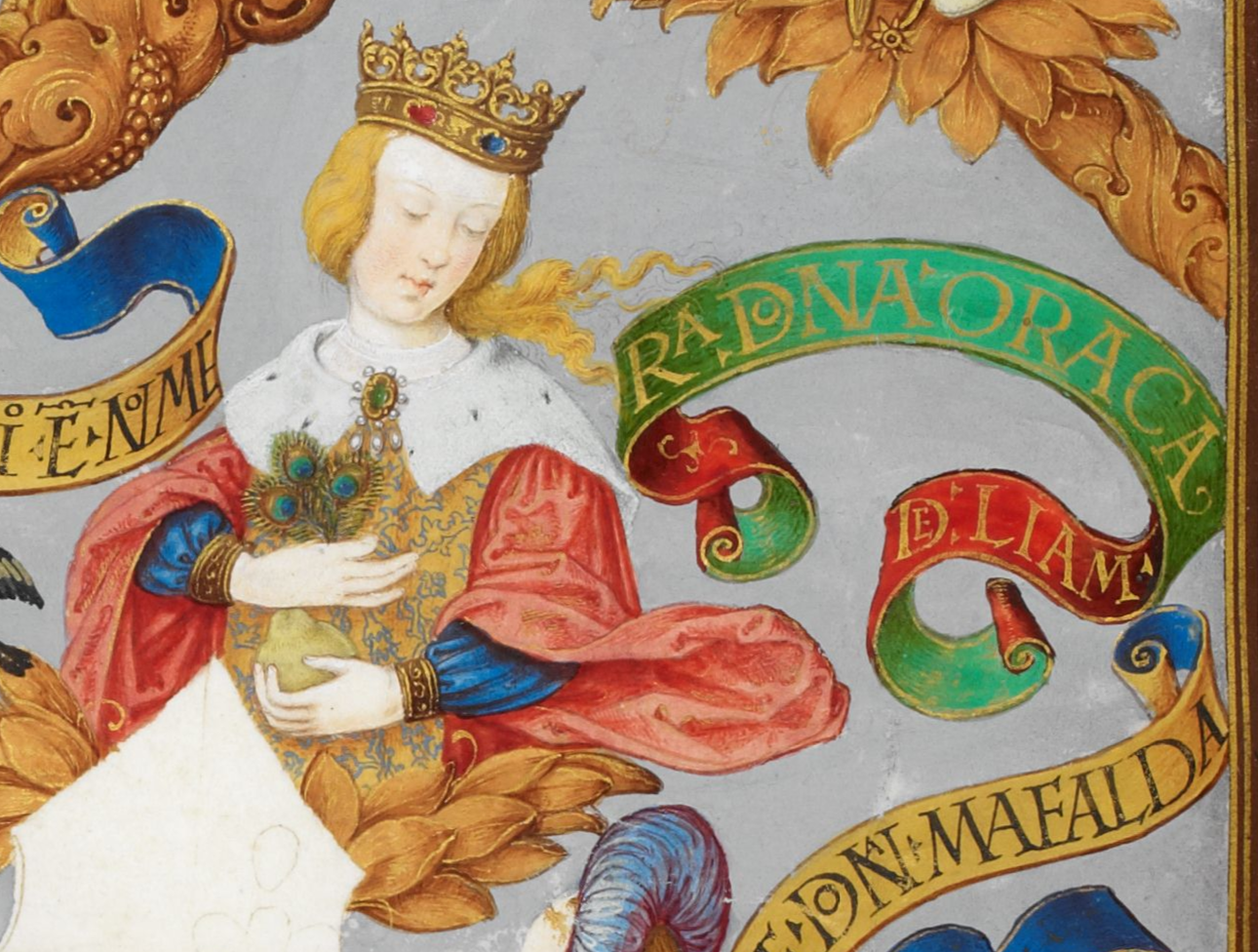
D. Urraca na Genealogia dos Reis de Portugal.

A 22 de janeiro de 1188, o seu ex-marido, Fernando, falece, e é sucedido pelo filho de Urraca, Afonso. Geralmente filhos concebidos de uniões dissolvidas tornavam-se ilegítimos e portanto incapazes de suceder no trono, mas o Papa terá sido condescendente quanto à legitimidade deste filho.
Urraca assistiu à coroação do seu filho Afonso como Afonso IX de Leão, e a 4 de maio já confirmavam juntos os privilégios concedidos pelo defunto rei à Ordem de Santiago. Isto poderia provar o seu regresso à corte, após anos afastada pela dissolução do seu matrimónio.

## Morte
Urraca aparece pela última vez num documento de 1211, quando doa a vila de Castrotorafe à Catedral de Zamora, também parte das arras que o marido lhe dera quando casaram em 1165.
Foi sepultada na Capela de D. Urraca, na Igreja de Santa Maria (Vamba), Valladolid.

## Casamento e descendência
Urraca casou em 1165 com Fernando II, rei de Leão, e deste casamento resultou a seguinte descendênciaː
- Afonso IX de Leão (Zamora , 15 de agosto de 1171 - Sarria , 24 de setembro de 1230,[10]) coroado rei após a morte do pai, em 1188. Foi o último rei de Leão antes da unificação com Castela, que se daria pouco após a sua morte.